# روسجان ۱۹۶۳۳
سیارک ۱۹۶۳۳ (به انگلیسی: 19633 Rusjan، نامگذاری:1999RX42) نوزده هزار و ششصد و سی و سومین سیارک کشف شده‌است که در ۱۳ سپتامبر ۱۹۹۹ کشف شد.
قدر مطلق سیارک برابر ۲۳.۴ است.